# Mirabilandia (parco divertimenti Brasile)
Mirabilandia (detto anche Mirabilândia - Pernambuco o Mirabilândia - Parque de Diversões) è stato un parco divertimenti, l'unico stabile nel nordest del Brasile. Si trovava tra Recife e Olinda e ha un'estensione di 57 000 m². Situato nello stato brasiliano di Pernambuco, inizialmente denominato Playcenter Pernambuco, era uno dei parchi divertimenti di maggior successo in Brasile. 
Il parco è stato costruito e inaugurato, in uno spazio fornito dal Centro congressi statale (Centro de Convenções do Estado), nel 1994 dal Gruppo Playcenter come parte dell'espansione del marchio in tutto il Brasile. La scelta della città di Olinda era dovuta al fatto che la città si trova nella Regione Metropolitana di Recife, una delle più grandi del paese in uno stato in cui il turismo è già consolidato. Originariamente il parco aveva più di 20 attrazioni e attirava circa 450 000 persone ogni anno. 
Nel 2002, per insolvenze debitorie, il Gruppo Playcenter vendette il parco al gruppo Löffelhardt-Casoli, che allora gestiva in Italia il parco Mirabilandia, in partnership con il Gruppo Peixoto, cambiando nome al parco.
Nel 2006 Mirabilandia italiana venne acquisita dal gruppo spagnolo Parques Reunidos mentre l'impianto del Pernambuco restò sotto la gestione esclusiva del Grupo Peixoto, mantenendo il nome e l'identità visiva della versione italiana.
Nel 2010, il centro congressi richiese il possesso del terreno con l'obiettivo di espandere le proprie attività. Il Gruppo Peixoto progettò di trasferirsi in un nuovo terreno acquisito a Mata do Ronca, nel comune di Paulista, grande circa 279 000 metri quadrati; a causa di ritardi dovuti alle autorizzazioni ambientali e alla pandemia di COVID-19, la realizzazione del nuovo parco si è fermata, tuttavia nel 2023 il Centro congressi ha firmato un accordo per la restituzione di 20 000 m² di terreno entro 120 giorni e la restituzione integrale entro 2 anni, con l’apertura prevista del nuovo parco a metà del 2025. Successivamente il progetto di un nuovo parco venne scartato, e Mirabilandia dovette cedere il terreno. 
Il 4 dicembre 2024 Mirabilandia annuncia la chiusura definitiva del parco, che chiude ufficialmente i battenti il 2 febbraio 2025.